# Pamela Noréus
Pamela Noreus, född 20 juli 1817 i Norrköping, död 3 januari 1892 i Stockholm, var en svensk konstnär och lärare. 

## Biografi
Pamela Noréus var dotter läkaren, professor Olof Noréus och miniatyrmålaren Wilhelmina Krafft. Hon var elev till Theodor Billing och hörde senare till Marcus Larsons elever i målarskolan i Flenshult. Hon målade i Marcus Larsons maner och kopierade efter honom. Nordéus anammade det Düsseldorfska måleriet. Hon målade landskapsmotiv  och genrebilder.
Nordéus deltog i samlingsutställningar anordnade av Konstnärsgillet i Stockholm 1851, av Konstföreningen inom Östergötland 1861 och av Dalarnas och Norrlands konstföreningar i Gävle 1864. Hon finns representerad på Nationalmuseum.